# Lista nagród i nominacji Sanah
Artykuł przedstawia listę nagród oraz nominacji zdobytych przez polską piosenkarkę Sanah.

## Lista nagród i nominacji

### MTV Europe Music Awards
| Rok  | Kategoria                  | Rezultat  | Źródło |
| ---- | -------------------------- | --------- | ------ |
| 2020 | Najlepszy polski wykonawca | Nominacja | [ 1 ]  |
| 2021 | Najlepszy polski wykonawca | Nominacja | [ 2 ]  |
| 2023 | Najlepszy polski wykonawca | Nominacja | [ 3 ]  |

### Nagroda Muzyczna „Fryderyk”
| Rok  | Kategoria                                                       | Rezultat  | Źródło |
| ---- | --------------------------------------------------------------- | --------- | ------ |
| 2020 | Album roku pop alternatywny (Ja na imię niewidzialna mam)       | Nominacja | [ 4 ]  |
| 2020 | Najlepsze nowe wykonanie („Projekt nieznajomy nie kłamie”)      | Nominacja | [ 4 ]  |
| 2020 | Fonograficzny debiut roku                                       | Nominacja | [ 4 ]  |
| 2021 | Album roku pop (Królowa dram)                                   | Wygrana   | [ 5 ]  |
| 2021 | Autor roku                                                      | Nominacja | [ 5 ]  |
| 2021 | Kompozytor roku                                                 | Nominacja | [ 5 ]  |
| 2021 | Teledysk roku („Szampan”)                                       | Nominacja | [ 5 ]  |
| 2021 | Utwór roku („Szampan”)                                          | Nominacja | [ 5 ]  |
| 2022 | Album roku pop (Irenka)                                         | Wygrana   | [ 6 ]  |
| 2022 | Artystka roku                                                   | Nominacja | [ 6 ]  |
| 2022 | Autor roku                                                      | Nominacja | [ 6 ]  |
| 2022 | Kompozytor roku                                                 | Nominacja | [ 6 ]  |
| 2022 | Teledysk roku („Kolońska i szlugi”)                             | Nominacja | [ 6 ]  |
| 2022 | Utwór roku („Kolońska i szlugi”)                                | Nominacja | [ 6 ]  |
| 2023 | Album roku pop (Uczta)                                          | Nominacja | [ 7 ]  |
| 2023 | Album roku piosenka poetycka i literacka (Sanah śpiewa poezyje) | Wygrana   | [ 7 ]  |
| 2023 | Artystka roku                                                   | Wygrana   | [ 7 ]  |
| 2023 | Autor roku                                                      | Nominacja | [ 7 ]  |
| 2023 | Kompozytor roku                                                 | Nominacja | [ 7 ]  |
| 2023 | Teledysk roku („Nic dwa razy”)                                  | Nominacja | [ 7 ]  |
| 2024 | Najlepsze nagranie koncertowe (Bankiet u Sanah)                 | Nominacja | [ 8 ]  |
| 2024 | Nowe wykonanie („Pocałunki”)                                    | Nominacja | [ 8 ]  |
| 2024 | Artystka roku                                                   | Nominacja | [ 8 ]  |
| 2024 | Autor roku                                                      | Nominacja | [ 8 ]  |
| 2024 | Kompozytor roku                                                 | Nominacja | [ 8 ]  |

### Krajowy Festiwal Piosenki Polskiej w Opolu
| Rok                                                  | Kategoria | Rezultat | Źródło |
| ---------------------------------------------------- | --------- | -------- | ------ |
| 2020                                                 |           |          |        |
| „Od Opola do Opola” („Melodia”)                      | Wygrana   | [ 9 ]    |        |
| „Premiery”: Nagroda jury („No sory”)                 | Nominacja | [ 10 ]   |        |
| „Premiery”: Nagroda za muzykę („No sory”)            | Wygrana   | [ 10 ]   |        |
| „Premiery”: Nagroda za słowa do piosenki („No sory”) | Wygrana   | [ 10 ]   |        |
| Nagroda dziennikarzy                                 | Wygrana   | [ 11 ]   |        |

### Bestsellery Empiku
| Rok  | Kategoria                      | Rezultat  | Źródło |
| ---- | ------------------------------ | --------- | ------ |
| 2020 | Muzyka pop/rock (Królowa dram) | Wygrana   | [ 12 ] |
| 2020 | Streaming („Szampan”)          | Nominacja | [ 12 ] |
| 2020 | Streaming („Melodia”)          | Nominacja | [ 12 ] |
| 2021 | Muzyka pop/rock (Irenka)       | Wygrana   | [ 13 ] |
| 2021 | Streaming („Ale jazz!”)        | Nominacja | [ 13 ] |
| 2021 | Streaming („Etc. (na disco)”)  | Nominacja | [ 13 ] |
| 2022 | Muzyka pop/rock (Uczta)        | Wygrana   | [ 14 ] |
| 2023 | Muzyka pop (Bankiet u Sanah)   | Nominacja | [ 15 ] |
| 2023 | Artystka/artysta muzyczny roku | Nominacja | [ 15 ] |
| 2024 | Muzyka pop/rock (Kaprysy)      | Wygrana   | [ 16 ] |
| 2024 | Artysta muzyczny roku          | Nominacja | [ 17 ] |

### Polsat SuperHit Festiwal
| Rok  | Kategoria                                              | Rezultat | Źródło |
| ---- | ------------------------------------------------------ | -------- | ------ |
| 2021 | Najlepszy debiut roku – Nagroda specjalna od Radia Zet | Wygrana  | [ 18 ] |
| 2021 | Talent roku – Nagroda specjalna od Telewizji Polsat    | Wygrana  | [ 18 ] |

### Wiktory
| Rok  | Kategoria          | Rezultat | Źródło |
| ---- | ------------------ | -------- | ------ |
| 2021 | Artysta sceny roku | Wygrana  | [ 19 ] |

### Kids’ Choice Awards
| Rok  | Kategoria               | Rezultat  | Źródło |
| ---- | ----------------------- | --------- | ------ |
| 2021 | Ulubiona polska gwiazda | Nominacja | [ 20 ] |
| 2022 | Ulubiona polska gwiazda | Wygrana   | [ 21 ] |
| 2023 | Ulubiona polska gwiazda | Wygrana   | [ 22 ] |

### Plebiscyty radia RMF FM
| Rok  | Plebiscyt                                                     | Rezultat    | Źródło |
| ---- | ------------------------------------------------------------- | ----------- | ------ |
| 2020 | Przebój roku („Szampan”)                                      | 1. miejsce  | [ 23 ] |
| 2020 | Przebój roku („Melodia”)                                      | 12. miejsce | [ 23 ] |
| 2020 | Przebój roku („No sory”)                                      | 17. miejsce | [ 23 ] |
| 2020 | Top 50 Poplisty („Szampan”)                                   | 5. miejsce  | [ 24 ] |
| 2020 | Top 50 Poplisty („Melodia”)                                   | 6. miejsce  | [ 24 ] |
| 2020 | Top 50 Poplisty („No sory”)                                   | 15. miejsce | [ 24 ] |
| 2021 | Przebój roku („Invisible Dress (Maro Music x Skytech Remix)”) | 43. miejsce | [ 25 ] |
| 2021 | Przebój roku („Ale jazz!”)                                    | 3. miejsce  | [ 25 ] |
| 2021 | Przebój roku („Etc. (na disco)”)                              | 81. miejsce | [ 25 ] |
| 2021 | Przebój roku („Ten stan”)                                     | 25. miejsce | [ 25 ] |
| 2021 | Przebój roku („Cześć, jak się masz?”)                         | 34. miejsce | [ 25 ] |
| 2021 | Przebój roku („Kolońska i szlugi”)                            | 12. miejsce | [ 25 ] |
| 2022 | Przebój roku („Szary świat”)                                  | 23. miejsce | [ 26 ] |
| 2022 | Przebój roku („Eldorado”)                                     | 18. miejsce | [ 26 ] |
| 2022 | Przebój roku („Ostatnia nadzieja”)                            | 6. miejsce  | [ 26 ] |
| 2022 | Przebój roku („Nic dwa razy”)                                 | 2. miejsce  | [ 26 ] |
| 2023 | Przebój roku („Marcepan”)                                     | 35. miejsce | [ 27 ] |
| 2023 | Przebój roku („Pocałunki”)                                    | 13. miejsce | [ 27 ] |
| 2023 | Przebój roku („Jestem twoją bajką”)                           | 20. miejsce | [ 27 ] |
| 2024 | Przebój roku („Hip hip hura!”)                                | 56. miejsce | [ 28 ] |
| 2024 | Przebój roku („Było, minęło”)                                 | 3. miejsce  | [ 28 ] |
| 2024 | Przebój roku („Miłość jest ślepa”)                            | 25. miejsce | [ 28 ] |
| 2024 | Przebój roku („Wynalazek Filipa Golarza”)                     | 9. miejsce  | [ 28 ] |

### Plebiscyty radia Eska
| Rok  | Plebiscyt                                                   | Rezultat     | Źródło |
| ---- | ----------------------------------------------------------- | ------------ | ------ |
| 2020 | Gorąca 100 („Szampan”)                                      | 1. miejsce   | [ 29 ] |
| 2020 | Gorąca 100 („Melodia”)                                      | 28. miejsce  | [ 29 ] |
| 2020 | Gorąca 100 („No sory”)                                      | 100. miejsce | [ 29 ] |
| 2021 | Gorąca 100 („Invisible Dress (Maro Music x Skytech Remix)”) | 25. miejsce  | [ 30 ] |
| 2021 | Gorąca 100 („Ale jazz!”)                                    | 1. miejsce   | [ 30 ] |
| 2021 | Gorąca 100 („Etc. (na disco)”)                              | 6. miejsce   | [ 30 ] |
| 2021 | Gorąca 100 („Ten stan”)                                     | 19. miejsce  | [ 30 ] |
| 2021 | Gorąca 100 („Cześć, jak się masz?”)                         | 14. miejsce  | [ 30 ] |
| 2021 | Gorąca 100 („Kolońska i szlugi”)                            | 31. miejsce  | [ 30 ] |
| 2022 | Gorąca 100 („Szary świat”)                                  | 6. miejsce   | [ 31 ] |
| 2022 | Gorąca 100 („Eldorado”)                                     | 18. miejsce  | [ 31 ] |
| 2022 | Gorąca 100 („Ostatnia nadzieja”)                            | 1. miejsce   | [ 31 ] |
| 2022 | Gorąca 100 („Nic dwa razy”)                                 | 29. miejsce  | [ 31 ] |
| 2023 | Gorąca 100 („Najlepszy dzień w moim życiu”)                 | 66. miejsce  | [ 32 ] |
| 2023 | Gorąca 100 („Marcepan”)                                     | 48. miejsce  | [ 32 ] |
| 2023 | Gorąca 100 („Pocałunki”)                                    | 18. miejsce  | [ 32 ] |
| 2024 | Gorąca 100 („Jestem twoją bajką”)                           | 84. miejsce  | [ 33 ] |
| 2024 | Gorąca 100 („Hip hip hura!”)                                | 12. miejsce  | [ 33 ] |
| 2024 | Gorąca 100 („Było, minęło”)                                 | 28. miejsce  | [ 33 ] |
| 2024 | Gorąca 100 („Miłość jest ślepa”)                            | 44. miejsce  | [ 33 ] |
| 2024 | Gorąca 100 („Wynalazek Filipa Golarza”)                     | 56. miejsce  | [ 33 ] |

### Plebiscyty radia Muzo.fm
| Rok  | Plebiscyt                                        | Rezultat    | Źródło |
| ---- | ------------------------------------------------ | ----------- | ------ |
| 2020 | 100 najlepszych kawałków 2020 roku („Szampan”)   | 9. miejsce  | [ 34 ] |
| 2020 | 100 najlepszych kawałków 2020 roku („Melodia”)   | 35. miejsce | [ 34 ] |
| 2020 | 100 najlepszych kawałków 2020 roku („No sory”)   | 46. miejsce | [ 34 ] |
| 2021 | 100 najlepszych kawałków 2021 roku („Ale jazz!”) | 34. miejsce | [ 35 ] |

### Plebiscyt Vevo Polska
| Rok  | Plebiscyt                                       | Rezultat   | Źródło |
| ---- | ----------------------------------------------- | ---------- | ------ |
| 2020 | Najczęściej oglądane teledyski („Szampan”)      | 1. miejsce | [ 36 ] |
| 2020 | Najczęściej oglądane teledyski („Melodia”)      | 3. miejsce | [ 36 ] |
| 2020 | Najczęściej oglądane teledyski („Królowa dram”) | 8. miejsce | [ 36 ] |
| 2020 | Najczęściej oglądane teledyski („No sory”)      | 5. miejsce | [ 36 ] |
| 2020 | Najczęściej oglądani artyści                    | 1. miejsce | [ 36 ] |

### Plebiscyt YouTube
| Rok  | Plebiscyt                                                                     | Rezultat    | Źródło |
| ---- | ----------------------------------------------------------------------------- | ----------- | ------ |
| 2020 | Najczęściej oglądane teledyski („Melodia”)                                    | 2. miejsce  | [ 37 ] |
| 2021 | Najczęściej oglądane teledyski („Ale jazz!”)                                  | 1. miejsce  | [ 38 ] |
| 2021 | Najczęściej oglądane teledyski („2:00”)                                       | 10. miejsce | [ 38 ] |
| 2021 | Najczęściej oglądane teledyski („Etc. (na disco)”)                            | 8. miejsce  | [ 38 ] |
| 2021 | Najczęściej oglądane teledyski („Ten stan”)                                   | 6. miejsce  | [ 38 ] |
| 2022 | Najczęściej oglądane teledyski („Szary świat”)                                | 8. miejsce  | [ 39 ] |
| 2022 | Najczęściej oglądane teledyski („Ostatnia nadzieja”)                          | 9. miejsce  | [ 39 ] |
| 2022 | Najczęściej słuchane utwory: Youtube & Youtube Music („Cześć, jak się masz?”) | 8. miejsce  | [ 39 ] |
| 2022 | Najczęściej słuchane utwory: Youtube & Youtube Music („Szary świat”)          | 11. miejsce | [ 39 ] |
| 2022 | Najczęściej słuchane utwory: Youtube & Youtube Music („Ostatnia nadzieja”)    | 12. miejsce | [ 39 ] |
| 2022 | Najczęściej słuchane utwory: Youtube & Youtube Music („Nic dwa razy”)         | 20. miejsce | [ 39 ] |

### Plebiscyt Spotify Polska
| Rok  | Plebiscyt                                                        | Rezultat    | Źródło |
| ---- | ---------------------------------------------------------------- | ----------- | ------ |
| 2020 | Top utwory 2020 („Szampan”)                                      | 7. miejsce  | [ 40 ] |
| 2020 | Top utwory 2020 („Melodia”)                                      | 18. miejsce | [ 40 ] |
| 2020 | Najpopularniejsze albumy (Królowa dram)                          | 4. miejsce  | [ 41 ] |
| 2021 | Top utwory 2021 („Szampan”)                                      | 49. miejsce | [ 42 ] |
| 2021 | Top utwory 2021 („Melodia”)                                      | 75. miejsce | [ 42 ] |
| 2021 | Top utwory 2021 („Oczy”)                                         | 70. miejsce | [ 42 ] |
| 2021 | Top utwory 2021 („Invisible Dress (Maro Music x Skytech Remix)”) | 66. miejsce | [ 42 ] |
| 2021 | Top utwory 2021 („Ale jazz!”)                                    | 4. miejsce  | [ 42 ] |
| 2021 | Top utwory 2021 („2:00”)                                         | 27. miejsce | [ 42 ] |
| 2021 | Top utwory 2021 („Etc. (na disco)”)                              | 10. miejsce | [ 42 ] |
| 2021 | Top utwory 2021 („To koniec”)                                    | 93. miejsce | [ 42 ] |
| 2021 | Top utwory 2021 („Ten stan”)                                     | 13. miejsce | [ 42 ] |
| 2021 | Top utwory 2021 („Cześć, jak się masz?”)                         | 56. miejsce | [ 42 ] |
| 2021 | Najpopularniejsze albumy (Irenka)                                | 2. miejsce  | [ 43 ] |
| 2021 | Najpopularniejsi artyści i artystki                              | 2. miejsce  | [ 43 ] |
| 2021 | Najpopularniejsze artystki                                       | 1. miejsce  | [ 43 ] |
| 2022 | Top utwory 2022 („Ale jazz”)                                     | 86. miejsce | [ 44 ] |
| 2022 | Top utwory 2022 („Ten stan”)                                     | 97. miejsce | [ 44 ] |
| 2022 | Top utwory 2022 („Cześć, jak się masz?”)                         | 35. miejsce | [ 44 ] |
| 2022 | Top utwory 2022 („Kolońska i szlugi”)                            | 68. miejsce | [ 44 ] |
| 2022 | Top utwory 2022 („Szary świat”)                                  | 7. miejsce  | [ 44 ] |
| 2022 | Top utwory 2022 („Sen we śnie”)                                  | 93. miejsce | [ 44 ] |
| 2022 | Top utwory 2022 („Eldorado”)                                     | 24. miejsce | [ 44 ] |
| 2022 | Top utwory 2022 („Ostatnia nadzieja”)                            | 4. miejsce  | [ 44 ] |
| 2022 | Top utwory 2022 („Nic dwa razy”)                                 | 95. miejsce | [ 44 ] |
| 2022 | Najpopularniejsze albumy (Irenka)                                | 5. miejsce  | [ 45 ] |
| 2022 | Najpopularniejsze albumy (Uczta)                                 | 3. miejsce  | [ 45 ] |
| 2022 | Najpopularniejsi artyści i artystki                              | 2. miejsce  | [ 45 ] |
| 2022 | Najpopularniejsze artystki                                       | 1. miejsce  | [ 45 ] |
| 2023 | Top utwory 2023 („Ostatnia nadzieja”)                            | 38. miejsce | [ 46 ] |
| 2023 | Top utwory 2023 („Nic dwa razy”)                                 | 12. miejsce | [ 46 ] |
| 2023 | Top utwory 2023 („Najlepszy dzień w moim życiu”)                 | 85. miejsce | [ 46 ] |
| 2023 | Top utwory 2023 („Marcepan”)                                     | 11. miejsce | [ 46 ] |
| 2023 | Top utwory 2023 („Pocałunki”)                                    | 67. miejsce | [ 46 ] |
| 2023 | Najpopularniejsi artyści i artystki                              | 7. miejsce  | [ 47 ] |
| 2023 | Najpopularniejsze artystki                                       | 1. miejsce  | [ 47 ] |
| 2024 | Top utwory 2024 („Jestem twoją bajką”)                           | 32. miejsce | [ 48 ] |
| 2024 | Top utwory 2024 („Było, minęło”)                                 | 38. miejsce | [ 48 ] |
| 2024 | Najpopularniejsze albumy (Kaprysy)                               | 3. miejsce  | [ 49 ] |
| 2024 | Najpopularniejsi artyści i artystki                              | 6. miejsce  | [ 49 ] |